# Digiblast
De Digiblast is een draagbare spelcomputer van het Nederlandse bedrijf Nikko die werd uitgebracht in november 2005. De computer richtte zich op kinderen in de leeftijd van 5 tot 12 jaar. De ontwikkeling van de Linux-spelcomputer had plaatsgevonden bij het Australische bedrijf Grey Innovation.
De Digiblast werkte met cartridges en kon games en video's afspelen. Ook was er een losse MP3-speler te koop die als cartridge in de computer kon worden geplaatst. De Digiblast kon aan een televisietoestel worden gekoppeld. De digitale camera die aan de Digiblast kon worden toegevoegd, is nooit uitgebracht. Het was de bedoeling dat ontwikkelaars als UBI Soft en Konami spellen zouden ontwikkelen, met titels van onder andere Rayman, Tony Hawk, Pitfall, Sonic en Spiderman.
De Digiblast werd gepositioneerd als Personal Media Center voor kinderen. Met een aanschafprijs van circa 80 euro was de Digiblast relatief voordelig, net als de cartridges voor de spellen en video's.

## Flop
In november 2005 werd de spelcomputer uitgebracht in een aantal Europese landen. Hoewel de spelcomputer in Nederland aanvankelijk snel was uitverkocht, kwamen er al gauw klachten over het gebrek aan bijbehorende spellen. Deze waren slecht leverbaar doordat de softwarefabrikant falliet ging, waarna Nikko de spellen alsnog zelf moest ontwikkelen. Ook de leverbaarheid van de Digiblast viel tegen door problemen met de aanlevering van chips.
Bij de Digiblast werden een cartridge met een cartoon van SpongeBob of WinX Club en een cartridge met enkele Atarispellen meegeleverd, maar de kwaliteit van de spellen was ondermaats. Het lcd-scherm en de geluidskwaliteit waren eveneens van een lage kwaliteit en het scherm had last van ghosting. Ook de algehele bouwkwaliteit werd als onvoldoende ervaren.
Eind 2006 werd de Digiblast nogmaals uitgebracht, maar zonder succes. Uiteindelijk zijn niet meer dan 100.000 exemplaren verkocht wereldwijd.